# Miracle (Chvrches)
Miracle è un singolo del gruppo musicale scozzese Chvrches, pubblicato nel 2018 ed estratto dal loro terzo album in studio Love Is Dead.

## Tracce
- Download digitale

1. Miracle – 3:08

## Video
Il videoclip della canzone è stato diretto da Warren Fu.

## Formazione
- Lauren Mayberry – voce
- Iain Cook – tastiera, basso, cori
- Martin Doherty – tastiera, cori